# 니콜라이 노보숄로브
니콜라이 노보숄로브(에스토니아어: Nikolai Novosjolov, 러시아어: Никола́й Ю́рьевич Новосёлов 니콜라이 유리예비치 노보숄로프[*], 1980년 6월 9일~)는 에스토니아의 펜싱 선수로 주 종목은 에페이다.

## 경력
1980년 당시 소련 치하의 에스토니아 SSR 합살루에서 러시아계인 위리 노보숄로브와 류드밀라 노보숄로바 부부의 아들로 태어났다.
노보숄로브는 프랑스 님에서 열린 2001년 세계 선수권 대회에서 단체전 은메달을 획득하였고, 파리에서 열린 2010년 세계 펜싱 선수권 대회에서 금메달을 획득하였다.
2012년에는 남자 에페 세계 랭킹 1위에 올랐으며 2012년 6월 20일 레냐노에서 열린 2012년 유럽 선수권 대회에서 결승전에 진출했으나, 러시아의 파벨 수호프에게 12-15로 패하며 은메달을 획득하였다.
2012년 하계 올림픽에서는 에스토니아 펜싱 선수로는 이 대회에 유일하게 출전하였다. 8월 1일 남자 에페 개인전에서 1번 시드를 받으며 30명이 참가한 남자 에페 개인전에서 16강에 부전승으로 진출하였다. 그러나, 그는 16강전에서 미국의 웨스턴 켈시에게 11-15로 패하며 한 경기 만에 탈락하였다.

## 개인사
2004년 아내 옥사나 사이에서 딸 루이사가 태어났다. 루이사도 현재 펜싱 선수로 활동하고 있으며 에스토니아 청소년 국가대표로 활동했다.

## 수훈
- 백성 훈장 3등급(2011년)